# 889 Erynia
Erynia (asteróide 889) é um asteróide da cintura principal, a 1,9472419 UA. Possui uma excentricidade de 0,2042387 e um período orbital de 1 398,13 dias (3,83 anos).
Erynia tem uma velocidade orbital média de 19,04031767 km/s e uma inclinação de 8,08691º.
Esse asteróide foi descoberto em 5 de Março de 1918 por Max Wolf.